# Турбовський Володимир Кирилович
Турбовський Володимир Кирилович (1941 р., с. Кривчунка Жашківського району Київської області — 28 серпня 2019 р.) — український флейтист, заслужений артист України, професор, Лауреат І Премії Першого республіканського конкурсу камерних виконавців, соліст оркестру Національної опери України.
У 1959 р. закінчив Київське музучилище імені Р. М. Глієра (клас Я. Верховинця); 1964 р. — Київську консерваторію імені П. І. Чайковського (клас професора А. Проценка), З 1967 р. працював в КССМШ імені М. В. Лисенка, у якій 37 років очолював відділ духових інструментів. 20 років працював у КНУКіМ. З 1980 р. — соліст симфонічного оркестру Національного театру опери та балету України імені Т. Г. Шевченка.
Підготував понад 50 лауреатів всеукраїнських та міжнародних конкурсів, які працюють у провідних вищих навчальних закладах і симфонічних оркестрах України та Європи (О. Журавчак, Є. Чеглакова, К. Чагіна, Ю. Мовіна, А. Комарова, П. Мрачьківська, В. Михайлов, М. Кіях, М. Побед, Ю. Половко, К. Луканова, І.Горкун, Б. Єремеєв та ін.).